# Neil de Kock
Pour les articles homonymes, voir Kock.

a Compétitions nationales et continentales officielles uniquement.

b Matchs officiels uniquement.
Dernière mise à jour le 13 septembre 2018.
Neil de Kock, né le 20 novembre 1978 au Cap (Afrique du Sud), est un joueur de rugby à XV sud-africain qui joue avec l'équipe d'Afrique du Sud entre 2001 et 2003.
Il évolue comme demi de mêlée (1,77 m pour 79 kg).
Il a évolué dans le Super 12 (devenu le Super 14) sous les couleurs des Stormers, une franchise de rugby à XV d'Afrique du Sud basée au Cap et pour la Western Province en Currie Cup.
Il joue ensuite pour le club anglais des Saracens à partir de 2006 jusqu'à sa retraite sportive en 2017.

## Carrière

### Province
- Western Province (Afrique du Sud)

### Franchise
- Stormers (Afrique du Sud)

### Clubs
- Saracens (Angleterre)

### En équipe nationale
Il a effectué son premier test match avec les Springboks le 30 juin 2001 à l’occasion d’un match contre l'équipe d'Italie.
Il a disputé 4 matchs de la Coupe du monde de rugby 2003.

## Palmarès

### Avec les Springboks
- 10 sélections
- 10 points (2 essais)
- Sélections par saison : 1 en 2001, 5 en 2002, 4 en 2003.

### En club
- Vainqueur de la Coupe d'Europe en 2016 et 2017 avec les Saracens.